# Нефрологія
Нефроло́гія (від дав.-гр. Νεφρός — «нирка», і λόγος — «вчення») — галузь медицини, що вивчає функції та хвороби нирок.

## Предмет вивчення
Більшість хвороб, що вражають нирку, не обмежуються самим органом, а є проявом загальних розладів. В наш час[коли?] доведено що хронічні захворювання нирок є фактором ризику розвитку та прогресування серцево-судинних захворювань. Сама нефрологія займається діагностикою хвороб нирки та їх лікуванням (медикаментозне, діаліз), а також спостереженням за пацієнтами з пересадженою ниркою.

## Діагностика
Як і в решті медицині, важливі підказки про причину симптомів отримують з історії хвороби і аналізів. Лабораторні тести оцінюють головним чином: рівні сечовини, креатиніну, електролітів, кальцію та фосфату, швидкість осідання еритроцитів, аналіз C-реактивного білка і уріналіз. Набір зразків сечі за 24 години може дати цінну інформацію про фільтрує, нирки а також про рівень втрати білків при деяких захворюваннях нирки.
Інші тести проводяться лікарями-нефрологами:
- Біопсія нирки — для отримання тканинного діагнозу захворювання, коли точна причина невідома;
- УЗД сечового тракту
- Комп'ютерна томографія
- Сцинтиграфія (радіонуклідна медицина)
- Ангіографія — якщо підозрюється ураження судин
- Екскреторна урографія

Наказом Міністерства охорони здоров'я України від 19.12.1997р. № 359 (із змінами та доповненнями) затверджено спеціальності п.27 - Дитяча нефрологія та п.68 - Нефрологія.
27 березня відзначений як День нефролога.
Щорічно кожен другий четвер березня у світі відзначають Всесвітній день нирки.  Україна вперше приєдналась до відзначення Всесвітнього дня нирки в 2008 році.